# Jean Houdry
Jean Daniel Houdry (ur. 23 lutego 1914 w Nanterre, zm. 10 stycznia 1994 tamże) – francuski zapaśnik walczący w stylu klasycznym. Olimpijczyk z Berlina 1936, gdzie zajął jedenaste miejsce w wadze półciężkiej.

## Letnie Igrzyska Olimpijskie 1936
| Konkurencja          | Rundy eliminacyjne        | Rundy eliminacyjne        | Klas. końcowa |
| Konkurencja          | Przeciwnik I              | Przeciwnik II             | Miejsce       |
| -------------------- | ------------------------- | ------------------------- | ------------- |
| 87 kg styl klasyczny | Umberto Silvestri (ITA) P | Edvard Westerlund (FIN) P | 11.           |